# Parag Pathak
Parag A. Pathak, né le 8 juin 1980, est un professeur d'économie à l'Institut de Technologie du Massachusetts. 
Il est affilié avec le National Bureau of Economic Research, où il a co-fondé et dirige le groupe de travail sur les mécanismes d'incitation. Il est le lauréat 2018 de la médaille John-Bates-Clark récompensant un économiste de moins de 40 ans.

## Biographie
Pathak a grandi à Corning (New York). Ses parents ont émigré vers les États-unis à partir de Katmandou, au Népal. Pathak a fait ses études à l'Université d'Harvard où il a obtenu un Baccalauréat et une maîtrise en Mathématiques Appliquées (summa cum laude) et d'un Doctorat en organisation industrielle en 2007 avec le soutien de La Paul & Daisy Soros Bourses pour les Nouveaux Américains à Partir de 2002-2003, Pathak a servi en tant que visiting fellow à l'Université de Toulouse où il a étudié sous la direction de Jean Tirole (Prix Nobel 2014). Pathak été Junior Fellow à Harvard Society of Fellows. Il a rejoint la faculté du MIT, en 2008, et a été titularisé deux ans plus tard, en 2010, à l'âge de 30 ans.
Au MIT, Pathak a co-fondé et sert en tant que Directeur du School Effectiveness & Inequality Initiative, un groupe d'économistes qui étudient l'économie de l'éducation et de la relation entre le capital humain et la distribution des revenus aux États-Unis.
Pathak est un Alfred P. Sloan Fellow et récipiendaire en 2012 de la distinction Presidential Early Career Award for Scientists and Engineers décernée par le Bureau de la Science et de la Technologie de la Maison Blanche. La même année il a donné la Shapley Conférence, une conférence en l'honneur de Lloyd Shapley donné par un éminent théoricien des jeux âgé moins de 40 ans au 4e Congrès Mondial de la Théorie des jeux de la Game Theory Society. En 2018, il a reçu la Médaille John Bates Clark, pour son travail qui "allie le savoir institutionnel, la complexité théorique, et une analyse empirique pour fournir des indications qui ont une valeur immédiate pour d'importantes questions de politiques publiques”,.

## Recherches

### La conception de mécanismes d'allocation
Élève du Prix Nobel Alvin E. Roth, Parag Pathak est connu d'abord pour ses travaux en matière de conception de mécanismes d'allocation, particulièrement ceux d'appariement entre établissements d'enseignement et élèves ou étudiants. Il est un chef de file dans la récente poussée d'appliquer les méthodes d'ingénierie de la microéconomie. Pour son Master, Pathak a travaillé avec Roth pour la conception de l'algorithme utilisé par le Département d'éducation de la Ville de New York pour allouer les élèves lors de leur entrée au lycée (high school).
Dans le même temps, il a collaboré avec Atila Abdulkadiroglu, Roth, et Tayfun Sönmez à la conception d'un nouveau système d'affectation pour les Écoles Publiques de Boston, qui a été adopté en 2005. L'équipe d'économistes a remarqué que certains parents de Boston développaient des stratégies de choix destinées à manipuler le système afin de garantir que leurs enfants auraient l'affectation souhaitée. Ces stratégies avaient pour effet de désavantager les enfants des parents participant n'essayant pas de manipuler le système.
À la suite des discussions à l'échelle de la ville, Boston a en 2005 réduit le choix à l'un des deux mécanismes :
- le top trading cycles, favorisant les écoles pour les écoles ;
- la solution au problème des mariages stables (ou algorithme de Gale et Shapley), plus avantageux pour les étudiants.

C'est finalement ce dernier qui a été sélectionné, marquant une première dans l'application d'un mécanisme non-manipulable à cette échelle. Ce travail a joué un rôle dans l'attribution en 2012 du Prix Nobel d'économie à Alvin Roth et Lloyd Shapley.
Pathak a poursuivi sa collaboration avec les services éducatifs de Boston. En 2012, le Maire de Boston, Thomas Menino, l'a nommé à un poste de conseiller à ce titre, pour une nouvelle refonte du système d'allocation. En 2013, c'est un système proposé par Pathak qui a été choisi, considéré comme le meilleur compromis entre les différentes contraintes.
Pathak a également contribué à concevoir le système d'allocation scolaire de la Nouvelle-Orléans, qui a la particularité de combiner écoles publiques et établissements privés.

### La réforme de l'éducation
Pathak est aussi un spécialiste plus largement de l'économie de l'éducation. Il a particulièrement travaillé sur les charter schools, établissements disposant d'une forte autonomie. Employant des éléments aléatoires dans l'affectation des élèves entre écoles publiques et charter schools, il a démontré à Boston la très grande efficacité des établissements de ce type dans cette ville. Les syndicats d'enseignants ont toutefois souligné que la méthode employée ne permettait pas de généraliser ce résultat aux charters schools moins cotées, la méthode reposant sur l’existence d'une liste d'attente comme élément d'allocation aléatoire.
Il a également mené avec [[Joshua Angrist]] la première étude de ce type portant sur les établissements du programme KIPP. L'étude constate que les établissements de ce type situés à l'extérieur des zones urbaines ne sont pas particulièrement efficaces.
Une autre étude considère à Boston les effets des charter schools sur la performance scolaire de plus long terme (accès à l'université et obtention d'un diplôme universitaire).
Un travail plus controversé examine le cas des écoles concours d'entrée à New York (Bronx Science, Boston Latin School, Stuyvesant High School). Selon ses travaux, le haut niveau de réussite des élèves est principalement lié à leur sélection à l'entrée, les enseignements eux-mêmes faisant peu de différence.

### Autres domaines d'étude
Pathak a également étudié l'effet de saisies immobilières sur le prix des maisons dans leur quartier environnant. Ce travail a été cité dans un témoignage au congrès et mis en avant dans plusieurs médias, notamment PBS et de la NPR.